# Nomascus
Nomascus és un gènere de primats hominoïdeus de la família Hylobatidae. Inclou sis espècies de gibons autòctons del sud de la Xina continental, l'illa de Hainan i bona part d'Indoxina.

## Espècies i subespècies
- Nomascus annamensis[1]
- Nomascus concolor
  - Nomascus concolor concolor
  - Nomascus concolor lu
  - Nomascus concolor jingdongensis
  - Nomascus concolor furvogaster
- Nomascus gabriellae
- Nomascus hainanus
- Nomascus leucogenys
- Nomascus nasutus
  - Nomascus nasutus nasutus
- Nomascus siki